# Valines

Valines este o comună în departamentul Somme, Franța. În 1 ianuarie 2022 avea o populație de 638 de locuitori.